# Pseudotorinia colmani
Pseudotorinia colmani is een slakkensoort uit de familie van de Architectonicidae. De wetenschappelijke naam van de soort is voor het eerst geldig gepubliceerd in 1977 door Garrard.